# プライベート・エクイティ・ファンド
プライベート・エクイティ・ファンド（英語: private equity fund）とは、複数の機関投資家や個人投資家から集めた資金を基に事業会社や金融機関の未公開株を取得し、同時にその企業の経営に深く関与して「企業価値を高めた後に売却」することで高いIRR（内部収益率）を獲得することを目的とした投資ファンドである。欧米を中心に近年は大手プライベートエクイティ創業者の高齢化が進み、IPOは大手投資銀行へ運用会社を売却するトレンドが発生している。

## 概要
プライベート・エクイティ・ファンド (Private Equity Fund) 、PEファンド、バイアウトファンド、MBOファンド、買収ファンド、企業再生ファンド、ベンチャーキャピタル、ターンアラウンド・ファンドなどと呼ばれているものが該当し、それらの総称としても使われる。主に、レバレッジド・バイアウト（LBO）と呼ばれる買収先の資産・キャッシュフローを担保とした借入を用いて資金調達する場合が多い。
中長期での投資を主体とし企業に中長期の成長資金を供給、若しくは取締役を派遣後大規模な経営再建を実施するプライベートエクイティファンドは、その投資形態において、ヘッジファンドと大きく異なる。
誕生後30年以上の歴史を持つ米国・欧州においては、銀行に次ぐ社会経済への新たなリスク資金供給の担い手としてファンド・オブ・ファンズの資金を受け入れるなど、その社会的意義の評価を固めつつある。
世界的に規模の大きいプライベート・エクイティ・ファンドとしては、以下などが挙げられる。
- コールバーグ・クラビス・ロバーツ (Kohlberg Kravis Roberts, KKR): LBOの先駆、最古の米系PEファンド[1][注釈 1]
- ブラックストーン・グループ (The Blackstone Group): 複数の資産クラスに投資する業界最大手
- カーライル・グループ (The Carlyle Group): 米系大手PEファンド[2]
- ベインキャピタル (Bain Capital): 投資先業績改善に主軸をおいた米系大手PEファンド
- フォートレス・インベストメント・グループ：米系大手PE（不動産）ファンド。
- TPGキャピタル (TPG Capital): テキサスを本拠とする米系大手PEファンド
- サーベラス・キャピタル・マネジメント（Cerberus Capital Management, L.P.）:
- アポロ・グローバル・マネジメント (Apollo Global Management): 金融危機以降、最大規模のPEファンドを運用する[3]
- ペルミラ・アドバイザーズ (Permira): 欧州系大手PEファンド
- CVC キャピタル・パートナーズ (CVC Capital Partners): シティグループ出自の欧州系大手PEファンド

日本国内では、以下のファンドの投資額が大きい。
- ロングリーチグループ
- インテグラル
- ポラリス・キャピタル・グループ
- ユニゾン・キャピタル
- アドバンテッジパートナーズ
- ジェイ・ウィル・パートナーズ

年金積立金管理運用独立行政法人も海外の新興国へ投資している。
利益回収を目的に、不良債権や経営危機に陥っている組織の発行債券を手に入れる民間商業団体として、ハゲタカファンドも存在する。特に国家債務の文脈に置いては、債務不履行に陥った貧困国の発行する債券を安価で買い漁り、同国と債権者の間の債務再建交渉を拒否して、全額の借金回収へ死力を尽くすという悪質性が指摘されている。貧困国の教育や医療にも悪影響を及ぼすこの問題は注目が集められて久しいものの、効果的な解決の枠組みは未だ制定されていない。
近年日本国内では、投資先企業のバリューアップの手法としてDXを活用した「DX×PE」をコンセプトとしたバイアウトファンドが登場し始めている。
- くじらキャピタル:日本初のDXファンド。リーマン・ブラザーズ、モルガン・スタンレー、IMJ（現アクセンチュア）出身者が設立。
- REVA:住友商事ならびに、住友商事、アクセンチュア、日本産業パートナーズ出身者が設立。